# Famiglia di San Giuseppe Jato
La famiglia di San Giuseppe Jato, chiamata anche famiglia Brusca, è una famiglia di Cosa nostra che opera nel territorio circostante San Giuseppe Jato. Dagli anni '80 è stata anche considerata come una famiglia-satellite del Clan dei Corleonesi, poiché anche un suo membro di alto rango, Baldassare Di Maggio, poi pentitosi, era l'autista di Totò Riina. Giovanni Brusca, capo della Famiglia, è stato uno degli esecutori della Strage di Capaci, ordinata da Totò Riina, e di numerosi altri delitti per conto dei Corleonesi. 
Un tempo potente anello nello schema di narcotraffico di eroina dal Mar Mediterraneo, al Brasile fino agli Stati Uniti, negli anni 2010 il suo potere appare essere stato notevolmente ridimensionato. 
Tuttavia, ha ancora un seggio nella Commissione provinciale, e risulta ancora influente a livello locale, vantando circa 80 uomini d'onore, anche se molti imprigionati dopo le operazioni contro Cosa Nostra degli ultimi anni.

## Storia

### Origini e guerra di mafia
La cosiddetta famiglia di San Giuseppe Jato è attiva già dal secolo scorso. Il boss della prima metà del '900, Giuseppe Troia (1894-1963), detto don Peppino, prese il controllo della valle dello Jato (in cui gestiva principalmente il racket della protezione), e fu arrestato dal prefetto Cesare Mori durante il fascismo, ma tornò in libertà amnistiato e nel dopoguerra fu tra i principali fiancheggiatori del bandito Salvatore Giuliano. Nel 1947 Troia venne arrestato come responsabile della strage di Portella della Ginestra ma fu prosciolto perché i testimoni oculari ritrattarono o non furono creduti dai giudici. Il suo posto fu preso da Antonio "Il Furbo" Salamone, imparentato con i Greco di Ciaculli. 
Salamone, assieme al suo braccio destro Bernardo Brusca, fu attivo nel contrabbando di sigarette in Italia e stupefacenti verso gli Stati Uniti.
Nel 1962 esplose una guerra mafiosa a Palermo che vedeva da una parte i lealisti di Salvatore "Ciaschiteddu" Greco, segretario della Commissione, e dall'altra i seguaci di Angelo La Barbera, che voleva riformare la Commissione assorbendo i vari clan palermitani sotto un'unica bandiera. 
Salamone, astutamente, pensò di schierarsi con la famiglia Greco, poiché era anche sposato con Girolama Greco, sorella di Salvatore "L'Ingegnere" Greco, cugino di Ciaschiteddu. Alcuni suoi sottoposti, però, come Francesco Di Carlo, appoggiarono invece La Barbera. 
Con la strage di Ciaculli nel 1963, che scatenò un giro di vite sulla mafia che portò all'arresto ed alla condanna di molti mafiosi nel 1968 (nonché all'omicidio di molti pezzi grossi anche dopo il conflitto, come Angelo La Barbera, ucciso nel 1975 in prigione). 
Come Ciaschiteddu, fuggito in Venezuela, molti altri mafiosi fuggirono all'estero per evitare ritorsioni o arresti: tra questi figurava anche Salamone, emigrato a San Paolo in Brasile nel 1963.
"Il Furbo" mantenne il controllo della cosca dall'estero fino al 1970, quando acquisì la cittadinanza brasiliana e cedette a Bernardo Brusca il comando della cosca. 
Ciò è motivato dal fatto che nel frattempo Salamone aveva stretto legami con Castor de Andrade, barone del gioco che dominava il crimine organizzato cittadino, con cui aveva intrapreso l'apertura di altre bische e l'avviamento di un florido traffico di eroina verso il Nord America.

### Era dei Brusca
L'erede di Salamone, Bernardo Brusca, divenne ben presto un "pupo" nelle mani di Luciano Leggio, che considerò la famiglia di San Giuseppe Jato come un suo ramo nella valle dello Jato. Brusca riuscì a mantenere saldo il suo potere nella cosca fino al 1986, quando fu arrestato e imprigionato nell'ambito del Maxiprocesso, come molti altri boss.
Inizialmente, il successore designato era il figlio Giovanni, ma poiché questi era ancora confinato a Linosa, venne nominato come capofamiglia reggente Baldassare Di Maggio, autista di Salvatore Riina.
Tuttavia, proprio quando Di Maggio stava prendendo sempre di più il controllo della cosca, venne sostituito definitivamente da Giovanni Brusca nel 1989, quando uscì di prigione.
Brusca si fece riconoscere sia per il suo scarso, se non inesistente, carisma quanto per la violenza con cui dirigeva l'organizzazione, rendendosi il mandante dell'omicidio di numerosi mafiosi già durante la seconda guerra di mafia nel 1981-1982, nonché di esponenti delle forze dell'ordine.
Nel 1992 fu anche uno dei responsabili dietro le bombe del 1992-1993.
Un episodio particolarmente brutale fu l'omicidio dell'undicenne Giuseppe Di Matteo, la cui unica colpa era quella di essere il figlio di Santo Di Matteo, un pentito ed ex-sicario della mafia.
L'omicidio scatenò l'indignazione dell'opinione pubblica, che portò all'arresto ed alla condanna all'ergastolo di Brusca nel 1996, e di uno dei rapitori, Gaspare Spatuzza.
Durante il processo contro Brusca, Santo Di Matteo avrebbe anche minacciato di decapitare Giovanni Brusca se li avessero lasciati da soli.
In seguito alla morte del padre nel 2000, Brusca divenne un collaboratore di giustizia, anche se molti credettero che fosse solo uno stratagemma per evitare il 41 bis. Fu il primo boss mafioso a diventare un collaboratore di giustizia, anche se il suo status di collaboratore, iniziato nel 1998, fu riconosciuto solo nel 2000.
Brusca, nonostante avesse confessato di aver commesso più di 100 omicidi, fu condannato a quasi 20 anni di prigione. Detenuto nel carcere romano di Rebibbia sin dal 20 maggio 1996, nel 2004, grazie ad una decisione del Tribunale di sorveglianza di Roma, gli sono stati concessi periodicamente dei permessi premio per buona condotta, consentendogli così di poter uscire dal carcere ogni 45 giorni e poter far visita alla propria famiglia, in una località protetta.
L'autorizzazione suscitò diverse polemiche da parte dell'opinione pubblica, specie tra le famiglie delle vittime. Sempre nello stesso anno, però, perse il diritto alle uscite dal carcere concesse in premio, a causa dell'uso di un telefono cellulare, in aperta violazione alle norme sui benefici carcerari.

### Stato attuale (anni 2010)
Con le testimonianze di Giovanni Brusca e Baldasarre Di Maggio, molti boss della mafia siciliana finirono in prigione, nonché moltissimi membri della famiglia di San Giuseppe Jato, che nonostante oggi vanti quasi 80 uomini d'onore, molti di questi sono in prigione, dovendo scontare il carcere a vita o, comunque, pene detentive di lunga durata.
Inoltre, il territorio d'influenza è diminuito, e anche a livello criminale rimane coinvolta perlopiù nella gestione degli appalti e nell'estorsione.